# 3923 Радзієвський
3923 Радзієвський (3923 Radzievskij) — астероїд головного поясу, відкритий 24 вересня 1976 року.
Тіссеранів параметр щодо Юпітера — 3,011.